# راونی دو
راونی دو (به صربی: Ravni Do) یک منطقهٔ مسکونی در صربستان است که در نیشکا بانگا واقع شده‌است.